# Blauwe Steen (Antwerpen)

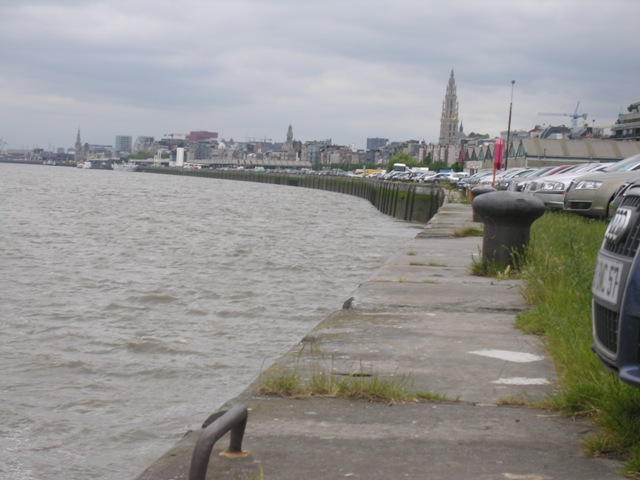
Den Blauwe Steen, hier in 2010 op de D'Herbouvillekaai, met in de achtergrond onder andere de Onze-Lieve-Vrouwekathedraal.

Den Blauwe Steen is een term die in het Antwerpse gebruikt wordt voor de bovenste steen of deksteen van de kaaimuur aan de rechterscheldeoever. Deze kaaimuur werd aangelegd met een blauwe hardsteen als deksteen tijdens de rechttrekking van de Scheldekaaien tussen 1880 en 1885. Hij loopt langs de Scheldekaaien vanaf Scheldekaai 1 aan Petroleum-Zuid, dat ten zuiden van Antwerpen is gelegen tot de  Kattendijksluis op het Eilandje, ten noorden van het stadscentrum.

## Waterkering
Bij springtij en bij stormvloed gebeurt het regelmatig dat het Scheldewater over de Blauwe Steen vloeit. Op dat moment wordt de waterkeringsmuur die langs de Schelde loopt door middel van verschuifbare deuren gesloten. In 1976 werd de waterkering gebouwd, de betonnen muur is 5,5 kilometer lang en 1,35 meter hoog.
Om rekening te houden met de stijging van het waterniveau, worden de Scheldekaaien sinds 2012 heraangelegd en verhoogd en de waterkeringsmuur op sommige plaatsen afgebroken. De waterkeringsmuur was in slechte staat en moest gestabiliseerd worden. De verhoging van de waterkering tot 9,25 m zal conform het actueel Sigmaplan voor het Scheldebekken uitgevoerd worden. Er komen zowel vaste waterkeringen in de vorm van hellingen en dijken als mobiele die enkel gesloten zullen worden bij overstromingsgevaar. De Vlaamse waterweg nv zorgt voor de kaaimuurstabilisatie en waterkering. De werken zullen in combinatie met de volledige heraanleg van de Scheldekaaien 15 jaar in beslag nemen. 